# Tenuiphantes sabulosus
Tenuiphantes sabulosus är en spindelart som först beskrevs av Eugen von Keyserling 1886.  Tenuiphantes sabulosus ingår i släktet Tenuiphantes och familjen täckvävarspindlar. Inga underarter finns listade i Catalogue of Life.